# Ал Коле (Лука)
Ал Коле (итал. Al Colle) је насеље у Италији у округу Лука, региону Тоскана.
Према процени из 2011. у насељу је живело 31 становника. Насеље се налази на надморској висини од 204 м.